# Titokfölde
A Titokfölde (eredeti cím: Fablehaven) öt kötetből álló fantasy műfajú ifjúsági regénysorozat, aminek Brandon Mull a szerzője. A sorozat főhőse Kendra és Seth, továbbá varázslatos ereklyék, titkos menedékek, különböző karakterek, és hihetetlen kalandok.

## Szereplők
- Kendra Sorenson – A sorozat egyik főhőse, kamasz lány. Seth nővére.
- Seth Sorenson – A sorozat másik főhőse, kamasz fiú. Kendra öccse. Folyton bajba kerül, örökmozgó.
- Sorenson nagypapa – Eredeti neve Stan Sorenson. Kendra és Seth nagypapája, Titokfölde gondnoka. Ruth férje.
- Sorenson nagymama – Eredeti neve Ruth Sorenson. Kendra és Seth nagymamája, Stan felesége.
- Warren Burgess – Tagja a Hajnal Lovagjai testvériségnek. Kendra és Seth unokatestvére. Évekig élt a kunyhójában, kataton állapotban, magányosan, de Kendra meggyógyította.
- Hugo – Gólem, Sorenson nagypapáék segítője. A gólem sárból, földből és agyagból előállított lény. A sorozat vége felé saját akaratereje lesz, de továbbra is segít Sorensonéknak.
- Muriel – Gonosz boszorkány. Csomók tartják repkénnyel benőtt viskójában, de ha minden csomó kioldódik, ami a történet során elő is fordul, kiszabadul. Csomót úgy lehet kioldani, ha kíván egyet az ember, majd ráfúj egy csomóra. Ilyen kívánság volt például, mikor Seth fókává változott, és vissza akarták hozni, vagy az, amikor Sorenson nagymamát visszaváltoztatták tyúkból nagymamává.
- Lena – Sorensonék barátja, régen najád volt. Most Titokfölde házvezetőnője, de visszakerült a tóba, ezért ismét najád lett. Férje Patton Burges, Titokfölde régi gondnoka. A harmadik kötetben megmenti Titokföldét a pusztító járványtól, ám ez az életébe kerül.
- Newel – Titokföldén élő szatír (félig ember, félig kecske)
- Doren – Másik szatír, Newel testvére
- Dale – Kendra és Seth unokatestvére, Warren bátyja. Segít a ház körül, különösebb szerepe nincs.
- Vanessa- Az egyik ember, aki a második részben Titokföldére, mágikus állatokkal foglalkozik. Bőrdzsekis, fekete hajú, sötét bőrű álomblix, a szfinx kémje volt, majd a sorozat végén már Kendráéknak segít, de végig titokban marad, hogy pontosan melyik oldalon is áll.
- Coulter – Mágikus tárgyakkal foglalkozik, Nagypapa barátja. Vékony, magas, ősz haja közepén egy kopasz folt éktelenkedik.
- Tanu – Egy harmadik ember, aki Titokföldén vendégeskedik, ő a bájitalok mestere. Nagydarab, szamoai.
- Szfinx – Ártatlannak adja ki magát, de felfoghatjuk úgy, mint a történet főgonoszát. Igazából nem lehet megmondani, ki is a főgonosz, ugyanis sok szereplőre illik ez a leírás. Halhatatlan, mert az egyik ereklye a tulajdonában van. Rejtekhelye egy török menedék, az Élődélibáb.
- Gavin – egy fiú, akivel a harmadik kötetben ismerkedhetünk meg. Később kiderül, hogy nagy titok őrzője, ugyanis ő Navarog. A negyedik kötet végén leleplezi magát, sárkánnyá változik, és Kendráék ellen fordul.
- Raxtusz – egy jó sárkány. Fehér, és leheletével a virágok, növények gyorsabban nőnek. Minden sárkány alakváltó, ő is, de ő nem emberré tud változni, ugyanis kis sárkány korában a Tündérkirálynő nevelte, így Raxtusz tündérfiúvá tud változni, amit nagyon szégyell más sárkányok előtt. Apja a sárkánymenedék legerősebb sárkánya. A tündérszentélyeken keresztül tud utazni a menedékek között.
- Bracken – egy fiú, akivel először Seth, majd Kendra ismerkedik meg, az Élődélibáb börtönében. Bracken egy unikornis, aki több ezer éves. Az ő harmadik (legöregebb) szarvából készítették a halhatatlanság kupája ereklyét, így ő többé nem tud visszaváltozni unikornissá. Börtönben raboskodik, majd Kendráékkal megszökik, és a könyv végén segít legyőzni a démonokat. A tündérkirálynő fia.
- Torina – szipolyblix, másokból nyeri fiatalságát, a negyedik kötet elején ő tartja fogva Kendrát.
- Muriell – Titokfölde területén élő boszorkány, egy kunyhóba zárták bűneiért, és varázslatos csomókkal kötözték oda, amikre ha valaki ráfúj, eltűnik, de a banya teljesíti a felszabadítójának egy kívánságát. Az első kötetben kiszabadul, de a végére új börtönbe helyezik, az Elfeledett kápolna helyére, Bahumat mellé.
- Maddox – különböző fajtájú, egzotikus tündéreket gyűjt a világ minden tájáról, Sorenson nagypapa barátja.
- Ephira – Hamadriár volt, egy régi gondnok azonban feleségül vette, így halandóvá vált, de a dolgok nem alakultak jól, Ephira sorsa a régi gondnokházban való kísértés lett, ő terjesztette el a harmadik kötetben a sötét járványt, és ő védi a széfet is, ami a kronoszkópot őrzi.
- Verl – Titokföldén élő rámenős szatír.
- Mendigo – régen Muriell szolgálatában volt, fabábú, aki később jó lett, és a Sorenson családot szolgálta.

## 1. rész: A mesés menedék
Kendra és Seth meglátogatják Titokföldét, ugyanis hírt kapnak arról, hogy Larsen nagypapa és nagymama elhunyt, és a felnőtt rokonságukra ráhagytak egy hajóutat a világ körül. Mivel Kendra és Seth szülei is hívatottak a hajóútra, de a gyerekek nem, kikönyörögték Sorenson nagypapától, hogy vigyázzanak rájuk. A padlásszobát kapták szállásként, ahol el van helyezve egy tyúk is. Sorenson nagypapa rávezeti Kendrát és Seth-et Titokfölde igazságára.
"Évszázadokon át gyűjtötték a misztikus lényeket a Titokfölde nevű titkos menedékbe, hogy megelőzzék a kihalásukat. Ez a szentély az igazi mágia egyik utolsó bástyája. Elbűvölő? Abszolút. Izgalmas? Naná. Biztonságos? Éppen ellenkezőleg…
Kendra és öccse, Seth nem is sejtik, hogy nagypapájuk Titokfölde soros gondnoka. Az elkerített erdőben ősi törvények tartanak rendet mohó trollok, huncut szatírok, ravasz boszorkányok, ellenséges koboldok és irigy tündék között. Azonban amikor a szabályokat megszegik, a gonosz erői elszabadulnak, és Kendra meg öccse életük legnagyobb kihívásával néznek szembe, hogy megmentsék a családjuk életét, Titokföldét és talán az egész világot."

## 2. rész: Az Esthajnalcsillag felkel
Kendra és Seth találkozik egy idegennel, aki segít elintézni Kendra gonosz, fiúnak álcázott manó osztálytársát. Titokföldére három idegen érkezik. Coulter régi/varázs tárgyakkal, Tanu bájitalokkal, Vanessa misztikus lényekkel foglalkozik. Közülük felfedeznek egy árulót. Seth legyőzi a hazajáró lelket, miután felfalta őt egy óriási démon béka szobor. Kendra segít unokatestvérének, Warrennek megszerezni az első ereklyét, amit a Szfinx meg is kaparint...
"A tanévnek éppen vége, amikor Kendra és Seth egy ármányos alak hálójába kerülnek, és kénytelenek Titokföldére menekülni. Mint kiderül, nemcsak a biztonságukról van szó. Sorenson nagypapa meghívott még három különös embert – egyikük bájitalokat készít, a másik mágikus ereklyéket gyűjt, a harmadik pedig misztikus lényeket ejt csapdába –, hogy segítsenek az Esthajnalcsillag Társasága elleni küzdelemben, amely el akarja lopni a menedék területén réges-rég elrejtett mágikus tárgyat.
Az idő fogy. Az ellenség a falak alatt gyülekezik. Ha a rejtélyes, nagyhatalmú tárgy rossz kezekbe kerül, az Titokfölde és talán a világ végét jelenti. Kendra vajon tudja majd használni a tündérektől kapott erejét? Sethnek sikerül nem bajba keverni magát? Felül tudnak kerekedni a félelmükön?"

## 3. rész: A sötétség fogságában
Kendra a hajnal lovagjaival egy titkos menedékbe megy, megszerezni egy ereklyét. Itt megismerkedünk Gavinnel, Marával, Hallal, és még pár lovaggal. Eközben Titokföldén, Seth a szatírok segítségével felfedez egy járványt, ami bekebelezi a fény teremtményeit. Míg Kendra, és a lovagok az ereklyét keresik, Titokfölde szépen lassan az enyészet útjára tér. Sethnek, Patton Burges, és Lena segítségét használva kell megmentenie a menedéket. Ez végül Lena életét követeli.
"Igen különös dolgok zajlanak Titokföldén. Valaki vagy valami elszabadított egy járványt, amely a fény teremtményeit sötét árnylényekké változtatja. Seth ugyan időben felfedezi a kórt, ám a fertőzés olyan gyorsan terjed, hogy világossá válik: a menedék nem képes sokáig kitartani.
A sürgős segítségre szoruló Sorensonék nem tudják, kihez forduljanak. A rejtélyes Szfinx mindig jó tanácsot adott – de mi van, ha mégis áruló? A Csenddobozba zárt Vanessa talán tud olyasmit, ami révén gyógymódot találhatnak – de megbízhatnak benne?
Eközben Kendra és a Hajnal Lovagjai egy távoli menedékbe utaznak az ott elrejtett mágikus ereklyéért. Vajon az Esthajnalcsillag Társasága ér oda előbb? A járvány bekebelezi egész Titokföldét?
Vesd bele magad a következő kalandba Titokföldén, amely minden eddiginél torokszorítóbb és veszedelmesebb!"

## 4. rész: A Sárkánytemplom kincsei
Kendra egy gonosz blix karmai közé kerül, ahonnan egy mimikri, és egy bűvös hátizsák segítségével sikerül elszöknie. A lány családja eközben Kendra temetését is leszervezi, ugyanis azt hiszi, halott. Kendra felfedezi, hogy a következő ereklye megszerzéséhez egy kulcs kell, amit titokföldén a kentaurok őriznek. Seth szerzi meg, de még így sem engedik el sárkánymenedékbe, ahol az ereklye van elrejtve. Persze mégiscsak belopózik, a mágikus hátizsák segítségével.
Titkok derülnek ki, barátok árulják el egymást, sárkányok támadnak a csapatra, és újabb ereklye kerül fényre.
"Két ereklye megkerült, háromnak a helye még ismeretlen. Újabb menedékek buknak el, mikor az Esthajnalcsillag Társasága kíméletlenül ostrom alá veszi őket. Patton naplójában Kendra felfedezi az egyik ereklye rejtekének kulcsát. A kulcs megszerzéséhez azonban a Hajnal Lovagjainak halálos csapdába kell bemerészkedni: egy sárkányszentélybe. Ám még ezelőtt meg kell szerezni egy féltve őrzött szent tárgyat a kentauroktól. És ki látta Sethet…?
Teljes erővel folyik a hajsza a démonbörtönt nyitó öt ereklye megszerzéséért. A Hajnal Lovagjai vajon sikerrel járnak? Ki tudja megállítani a Szfinxet? Melyik ereklye kerül elő legközelebb?"

## 5. rész: A Démonbörtön kulcsai
Különleges menedékek, különböző ereklyék. Kendra és társai a Szfinx börtönében találják magukat, ahonnan sikerül megszökniük. Minél előbb meg kell találniuk az összes ereklyét, hogy megmentsék a világot. Ha a Zzyzx kinyíl, a földet ellepik a démonok.
"Több száz évnyi tervezgetés és cselszövés után a Szfinx, az Esthajnalcsillag Társaságának vezére közel áll az utolsó ereklyék megszerzéséhez, melyekkel kinyithatja a nagy démonbörtönt, a Zzyzxet. Kendra, Seth és a Hajnal Lovagjai versenyt futnak az ellenséggel és az idővel, különös és egzotikus menedékeket járnak be, hogy elsőnek szerezzék meg az ereklyéket.
A tét még sosem volt nagyobb. A kockázat sosem volt halálosabb. A fény és a sötétség erői egy végső küzdelemben csapnak össze."

## Magyarul
- Brandon Mull: Titokfölde ; ford. Pék Zoltán; Könyvmolyképző, Szeged, 2012–2014
  - 1. A mesés menedék; 2012, ISBN 9789632454795
  - 2. Az Esthajnalcsillag felkel; 2012, ISBN 9789632456843
  - 3. A sötétség fogságában; 2013, ISBN 9789633731291
  - 4. A Sárkánytemplom kincsei; 2014, ISBN 9789633733912
  - 5. A Démonbörtön kulcsai; 2014, ISBN 9789633738825